# 臭越桔
臭越桔（学名：Vaccinium foetidissimum）为杜鹃花科越桔属下的一个种。

## 扩展阅读
- 維基物種上的相關：臭越桔